# Dal'nerechensk
Huyện Dal'nerechensk (tiếng Nga: ? райо́н) là một huyện hành chính tự quản (raion), của Vùng Primorsky, Nga. Huyện có diện tích 18 km², dân số thời điểm ngày 1 tháng 1 năm 2000 là 33100 người. Trung tâm của huyện đóng ở Dal'nerechensk.